# Tentations.07

Tentations.07 était une émission de télévision française de 26 minutes, présentée par Ariel Wizman. Diffusée en clair sur Canal+ chaque samedi vers 12h au cours de la saison 2006/2007, elle présentait les tendances actuelles dans de nombreux domaines, en particulier les nouvelles technologies, la musique et la mode, à travers plusieurs courts reportages, dont un portrait. La rubrique personal shoper présentait des objets tendances (et souvent luxueux) tournant sur un support transparent et commentés par Ariel Wizman.
Mise à l’antenne le 9 septembre 2006, l’émission était initialement intitulée Tentations.06.  L'émission est arrêtée à la fin de la saison 2006/2007, Pascale Clark reprenant la case du samedi en septembre 2007.